# Museo San Alberto
El Museo Obispo Fray José Antonio de San Alberto  es un museo ubicado en la Ciudad de Córdoba, Argentina.

## Historia
Lo que hoy se conoce como museo San Alberto está ubicado en el solar que está frente a la Manzana Jesuítica, correspondiente al sector sur de la traza fundacional. En 1693 se convierte en el emplazamiento del Real Convictorio de Nuestra Señora de Monserrat. Luego, hasta 1782, vivieron en él los alumnos de la Universidad de Córdoba (hoy Universidad Nacional de Córdoba), que provenían de todo el continente.
El Obispo José Antonio de San Alberto fundó la Real Casa de niñas huérfanas y señoritas nobles. En este recinto recibían instrucción las descendientes de adineradas familias españolas junto a mestizas y mulatas de origen humilde. Fue una de las primeras instituciones de educación popular femenina en el Río de la Plata. En sus sótanos funcionó la primera imprenta del Virreinato del Río de la Plata, fundada por los jesuitas en el siglo XVIII.

## Actualidad
Su actual arquitectura nos remite a los tiempos coloniales y a las tradiciones hispánicas. Su patio interior está flanqueado por galerías abovedadas y arcos de medio punto. En su interior se exhiben objetos de la vida doméstica, imaginería e instrumentos musicales que conformaron la dote de las novicias.